# Vassili Bervi
 (septembre 2021).
La mise en forme du texte ne suit pas les recommandations de Wikipédia : il faut le « wikifier ».
Les points d'amélioration suivants sont les cas les plus fréquents. Le détail des points à revoir est peut-être précisé sur la page de discussion.
- Les titres sont pré-formatés par le logiciel. Ils ne sont ni en capitales, ni en gras.
- Le texte ne doit pas être écrit en capitales (les noms de famille non plus), ni en gras, ni en italique, ni en « petit »…
- Le gras n'est utilisé que pour surligner le titre de l'article dans l'introduction, une seule fois.
- L'italique est rarement utilisé : mots en langue étrangère, titres d'œuvres, noms de bateaux, etc.
- Les citations ne sont pas en italique mais en corps de texte normal. Elles sont entourées par des guillemets français : « et ».
- Les listes à puces sont à éviter, des paragraphes rédigés étant largement préférés. Les tableaux sont à réserver à la présentation de données structurées (résultats, etc.).
- Les appels de note de bas de page (petits chiffres en exposant, introduits par l'outil «  Source ») sont à placer entre la fin de phrase et le point final[comme ça].
- Les liens internes (vers d'autres articles de Wikipédia) sont à choisir avec parcimonie. Créez des liens vers des articles approfondissant le sujet. Les termes génériques sans rapport avec le sujet sont à éviter, ainsi que les répétitions de liens vers un même terme.
- Les liens externes sont à placer uniquement dans une section « Liens externes », à la fin de l'article. Ces liens sont à choisir avec parcimonie suivant les règles définies. Si un lien sert de source à l'article, son insertion dans le texte est à faire par les notes de bas de page.
- La présentation des références doit suivre les conventions bibliographiques. Il est recommandé d'utiliser les modèles {{Ouvrage}}, {{Chapitre}}, {{Article}}, {{Lien web}} et/ou {{Bibliographie}}. Le mode d'édition visuel peut mettre en forme automatiquement les références.
- Insérer une infobox (cadre d'informations à droite) n'est pas obligatoire pour parachever la mise en page.

Pour une aide détaillée, merci de consulter Aide:Wikification.
Si vous pensez que ces points ont été résolus, vous pouvez retirer ce bandeau et améliorer la mise en forme d'un autre article.
 (septembre 2021).
Si vous disposez d'ouvrages ou d'articles de référence ou si vous connaissez des sites web de qualité traitant du thème abordé ici, merci de compléter l'article en donnant les références utiles à sa vérifiabilité et en les liant à la section « Notes et références ».
Vassili Vassilevitch Bervi (en russe : Василий Васильевич Берви-Флеровский), dit Flerovski, est né à Riazan le 28 avril 1829 (10 mai dans le calendrier grégorien) et mort à Donetsk, le 4 octobre 1918. Il est un sociologue, écrivain et révolutionnaire russe.

## Biographie
D'origine écossaise, Vassili Bervi est fils d'un autre Vassili Bervi, qui était professeur de physiologie à l'Université de Kazan. Diplômé de droit de la même Université en 1849, il trouve un poste au ministère de la Justice. Ses espoirs de continuer ses études de droit sont réduits à néant en 1861, à l'époque de l'émancipation des serfs, pour avoir publiquement protesté contre la répression de manifestations étudiantes. Peu de temps après (en 1862) il manifeste en faveur de nobles de Tver emprisonnés pour avoir jugé insuffisantes les réformes d'Alexandre II.
Il écrit une lettre à l'Empereur pour l'avertir des risques du développement révolutionnaire : « Les sympathies révolutionnaires ne représentaient pas un réel danger pendant le règne misérable et honteux de Nicolas, parce que le nombre de personnes instruites a été réduit au minimum et la masse du peuple a été maintenue dans une ignorance barbare… (« affirmant que maintenant ») plus le peuple se développe, plus le parti extrême y aura de poids et d'ampleur ». Le département de la police politique le fait longuement interner en hôpital psychiatrique et le fait radier du personnel du ministère. Par la suite, il est confiné à Astrakhan. Bien qu'une enquête judiciaire ne révèle aucune infraction, il est déporté en Sibérie (dans le gouvernement de Tomsk), à Vologda, puis à Tver. Il est libéré en 1870, à la condition de ne pas s'installer à Saint-Pétersbourg.
En 1869, Bervi publie La situation de la classe ouvrière sous le pseudonyme de N. Flerovski. Deux ans plus tard, il publie sans nom d'auteur ni d'éditeur les deux premiers tomes de l'Alphabet des Sciences sociales, mais la police politique reconnaît Bervi comme l'auteur de ce livre. En relation avec le cercle Tchaïkovski, il publie en 1872 ses Recherches sur les problèmes du jour. L'année d'après, en relation avec le militant Alexandre V. Dolgouchine, il publie également Sur le martyr Nicolas ou comment doit vivre l'homme selon la loi de la Nature et de la Vérité.
En 1873, il est à nouveau arrêté, confiné en 1874 dans la région d'Arkhangelsk. Il y passe vingt ans, souvent déplacé d'une ville à l'autre pour éviter qu'il ne prenne trop de contact avec les habitants. En 1893, il arrive à émigrer en Angleterre. À Londres, il peut éditer le troisième tome de L'Alphabet des Sciences sociales, qui restera malgré tout inachevé. Il publie également Trois systèmes politiques. 
Bervi peut retourner en 1897 en Russie, avec son épouse Ermiona Ivanova Tsemtchoutsina et leurs trois enfants, au bénéfice de la loi d'amnistie succédant au couronnement de Nicolas II de 1896. Il s'installe à Donetsk, y vivant de travaux de comptabilité auprès d'entreprises de métallurgie. Il meurt dans cette ville en 1918, peu avant ses 90 ans.

## La situation de la classe ouvrière en Russie
Ce livre est paru en 1869. 

### Contenu de l'ouvrage
Bervi définit la classe ouvrière comme l'ensemble des travailleurs (ouvriers ou paysans pauvres). 
L'auteur dresse un portrait de la société russe autour de trois thèmes : l'état de la classe ouvrière russe et la rudesse de son exploitation, le rôle que les Intellectuels devraient avoir, enfin l'état d'arriération de la classe paysanne. 
La condition des ouvriers russes est infiniment plus misérable que celle des ouvriers des pays plus avancés (en Europe occidentale notamment). Celle des paysans s'est considérablement aggravée depuis l'émancipation des serfs, où, en plus des prix spécialement bas et des impôts, ils se trouvent placés dans un rapport de dépendance vis-à-vis des koulaks, paysans riches des communautés rurales (les mirs, également appelées obchtchinas). 
Le programme de Bervi propose le rejet de la désagrégation des mirs et la socialisation des moyens de travail entre tous les travailleurs ruraux : en restaurant l'égalité des paysans, cette orientation permettrait — d'après Bervi — de relancer leur progrès économique. la solution est de même type pour les ouvriers de l'industrie, où le développement des coopératives permettrait aux travailleurs de gérer directement les usines.
L'ouvrage de Bervi est aussi un témoignage direct de la condition matérielle misérable des mineurs de Sibérie ou des pêcheurs d'Astrakhan.

### Opinion de Karl Marx
Nicolaï Danielson, la traducteur du Capital en russe fit connaître à Karl Marx l'ouvrage de Bervi (de Flerovski) dès sa parution. Celui-ci en apprécia profondément le contenu, qu'il commentait à Engels (lettre du 12 février 1870) : 
Il ressort de manière irréfutable de l'ouvrage de Flerovsky (sic) que la situation actuelle en Russie n'est plus tenable à la longue, que l'émancipation des serfs n'a fait qu'accélérer le processus de désagrégation et qu'une terrible révolution attend la Russie. On y trouve également la base réelle du nihilisme jeune-ruse qui est aujourd'hui de mode chez les étudiants russes. 
Par ailleurs, Marx transmit au Comité de la Section russe de l'Internationale :
 C'est le livre d'un observateur sérieux, d'un savant sans passion, d'un critique sans préjugés, d'un artiste puissant et surtout d'un homme animé de colère contre toutes les forces oppressives.

## L'Alphabet des Sciences sociales
L'Alphabet des Sciences sociales est une encyclopédie (sous forme de dictionnaire) aux multiples entrées sur des sujets de sociologie.
L'objectif de Bervi est de démontrer que, tandis que les riches et les puissants créent des conflits, de l'oppression et des inégalités, une véritable civilisation ne peut naître que grâce à l'œuvre des travailleurs, lorsqu'ils opèrent dans un esprit de solidarité, avec des idéaux moraux forts et un sens de la justice. 
Bien que l'ouvrage ait été édité sans nom d'auteur, la Police politique tsariste soupçonnait fortement Bervi. Alexandre II, ayant lui-même parcouru les deux tomes parus à Saint-Pétersbourg, intervint en personne, ordonnant l'interdiction du livre.

## Autres écrits
En relation avec le cercle Tchaïkovski, Bervi écrivit en 1872 et 1873 les Recherches sur les problèmes du jour, recueil de trois études sur les impôts, sur le procès  de Serge Netchaïev (en janvier 1873 selon le calendrier julien) et sur l'intelligentsia russe. Le livre, à peine imprimé, a été saisi et détruit par les autorités tsaristes.
Pour le groupe créé par Dolgouchine, il a écrit en 1873 le livret Sur le martyr Nicolas et comment l'homme doit vivre selon la loi de la Nature et de la Vérité. Bervi vivait alors à Nijni Novgorod et c'est là que Dolgouchine le rejoignit et lui fit remettre le manuscrit qu'il avait imprimé en Suisse par son compagnon Dmochovski. Dolgouchine a préparé puis imprimé une deuxième version de l'écriture.
Il fallait aller vers les gens pour leur dire « comment l'homme doit vivre selon la loi de la Nature. Selon cette loi tous les hommes sont égaux » et la terre est commune à tous. Dans la Nature, il n'y a pas de « seigneurs ou créateurs du mal, qui ont asservi la Terre Mère » et tout le monde a droit à « une parcelle de terre égale ». Tout cela aura lieu quand il n'y aura plus de pauvres, quand tout le monde sera éduqué et qu'il n'y aura plus d'exploiteurs du travail des autres. Bervi concluait par une malédiction « aux craintifs, aux craintifs qui ne combattront pas avec ses Frères ».
L'écriture est une fortement marqué par une empreinte religieuse ; Bervi en a ultérieurement expliqué la raison. À ses yeux, ces jeunes révolutionnaires lui paraissaient semblables aux premiers chrétiens, qui devaient répandre leur croyance à tout un peuple contre l'opposition du gouvernement. Ils auraient pu réussir si « l'explosion d'enthousiasme de la jeunesse s'était transformée en un sentiment permanent et non éradiqué », suivant la voie de « la création d'une nouvelle religion » : il fallait donc « créer une religion de l'Égalité ».

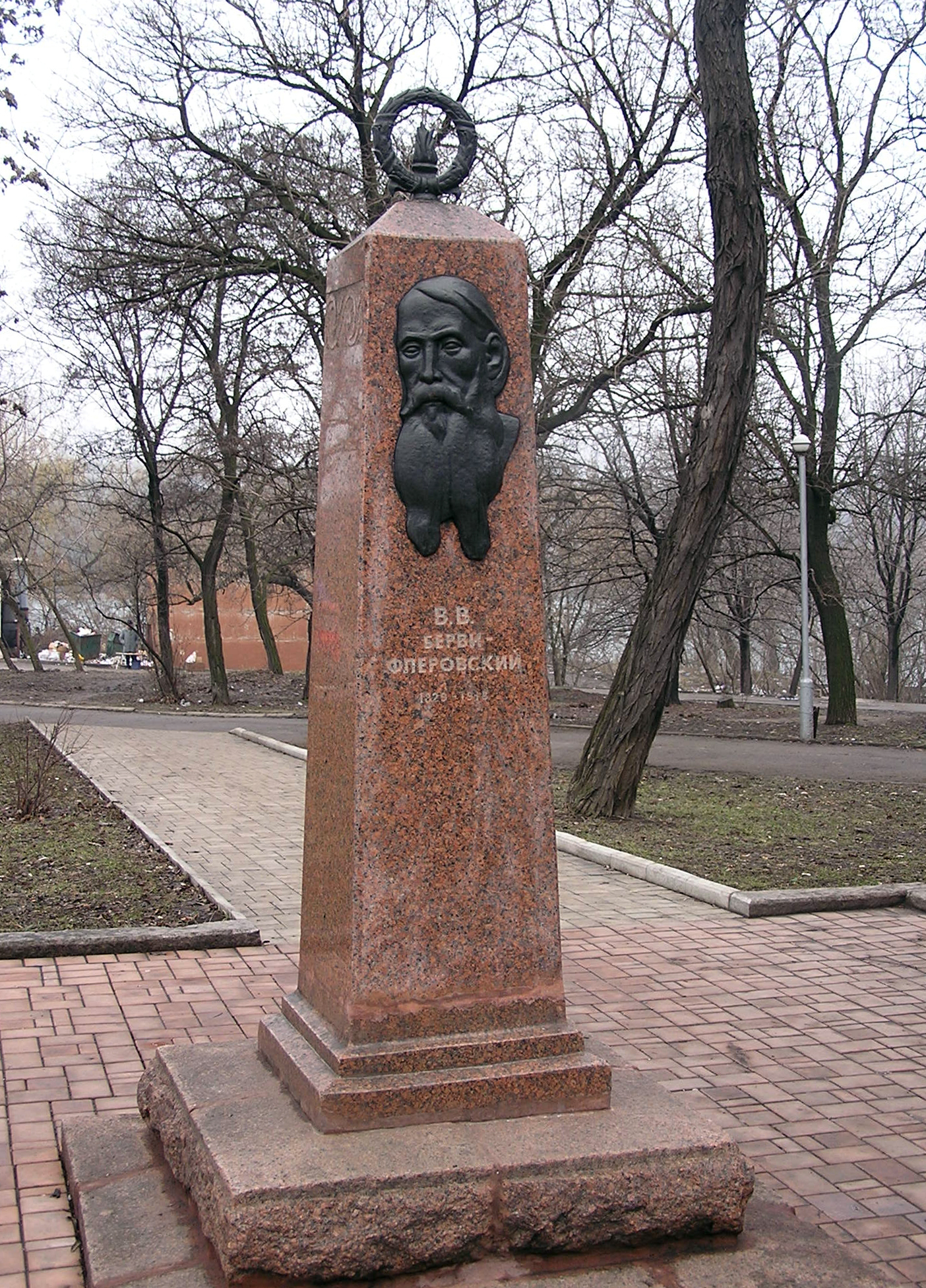
Monument en mémoire de Bervi, Donetsk (Russie).